# Сако, Сюити
Сюити Сако (яп. 酒勾秀一; 2 февраля, 1887, префектура Кагосима — 23 июля 1949, Япония) — японский дипломат, посол Японии в Польше (1937—1939); ранее — в Финлянлии (1936—1937).

## Биография
В 1911 году окончил Токийский торговый колледж
В 1920 году поступил на службу в Министерство иностранных дел Японии.
В 1925 году был назначен первым секретарём посольства Японии в Советском Союзе. Был известен своей активной дипломатической деятельностью по пересмотру советско-японского договора о рыболовстве и позднее был экспертом по советским делам.
В 1930 году назначен генеральным консулом Японии в Калькутте.
С 1936 по 1937 год был чрезвычайным и полномочным послом Японии в Финляндии. Проживал в стране без семьи и, по словам очевидцев, имел пристрастие к алкоголю.
С декабря 1937 по 1939 год был послом Японии в Польше, и с вторжением 1 сентября 1939 года в Польшу войск нацистской Германии, оказывал всем японцам, проживающим в стране, посильную помощь.